# Planche de Galton

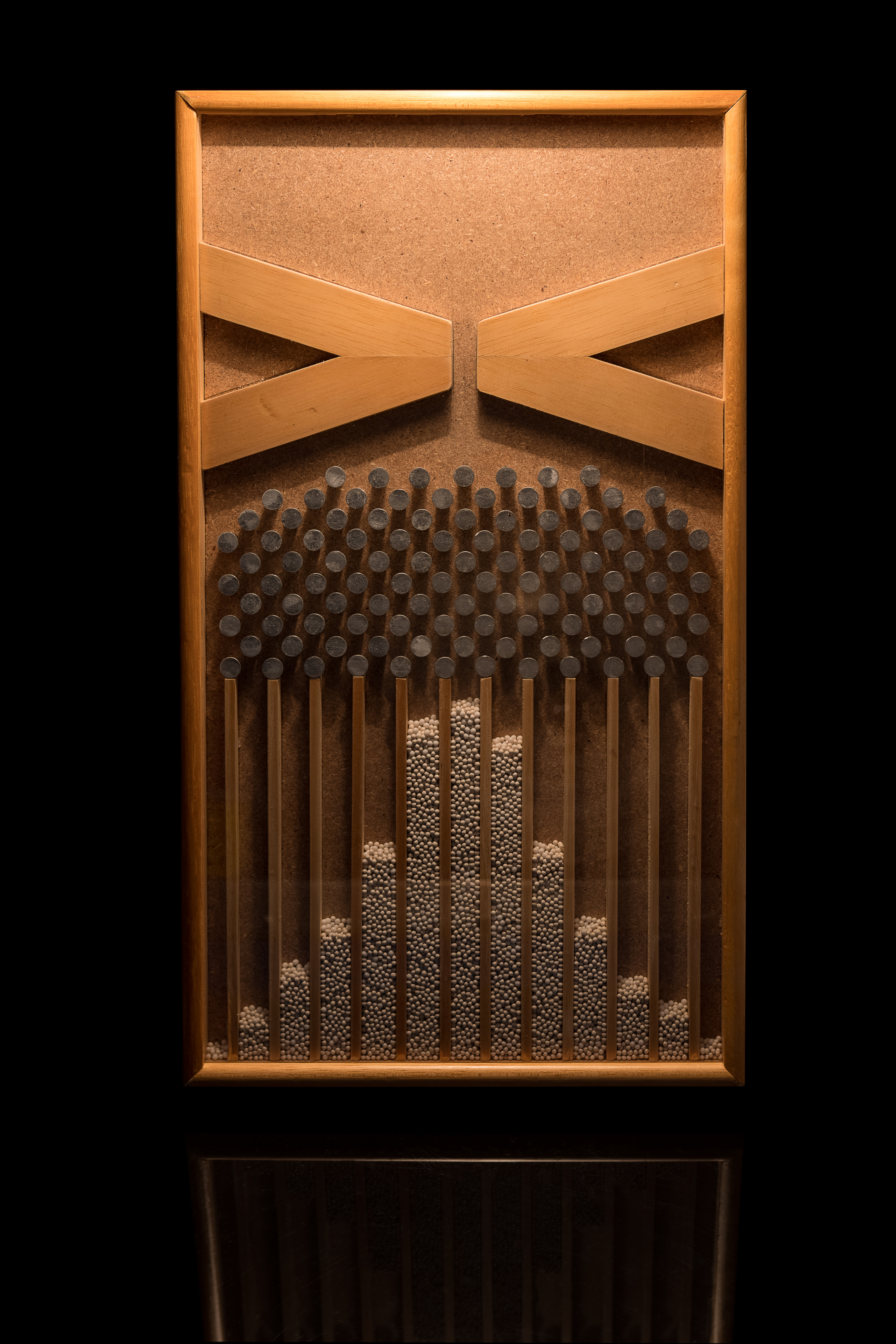
Planche de Galton.

Une planche de Galton est un dispositif inventé par Sir Francis Galton qui illustre la convergence d'une loi binomiale vers une loi normale.
Des clous sont plantés sur la partie supérieure de la planche, de telle sorte qu'une bille lâchée sur la planche passe soit à droite soit à gauche pour chaque rangée de clous. Dans la partie inférieure les billes sont rassemblées en fonction du nombre de passages à gauche et à droite qu'elles ont fait.
Ainsi chaque case correspond à un résultat possible d'une expérience binomiale (en tant qu'une expérience de Bernoulli répétée) et on peut remarquer que la répartition des billes dans les cases approche la forme d'une courbe de Gauss, ceci étant d'autant plus vrai que le nombre de rangées augmente ; autrement dit : la loi binomiale converge vers la loi normale. Il s'agit donc d'une illustration du théorème de Moivre-Laplace, cas particulier du théorème central limite.

## Exemples

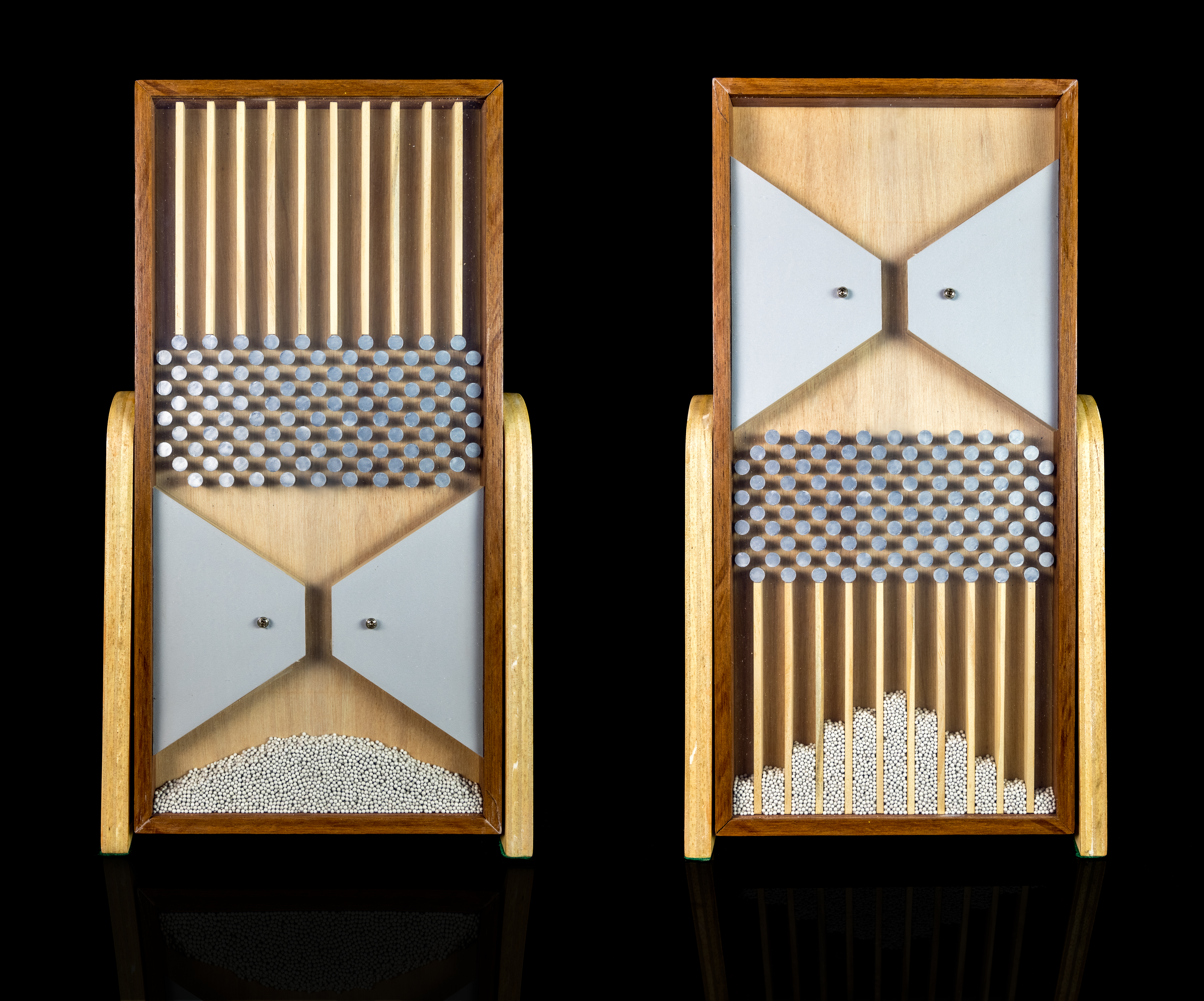
Avant et après la mise.
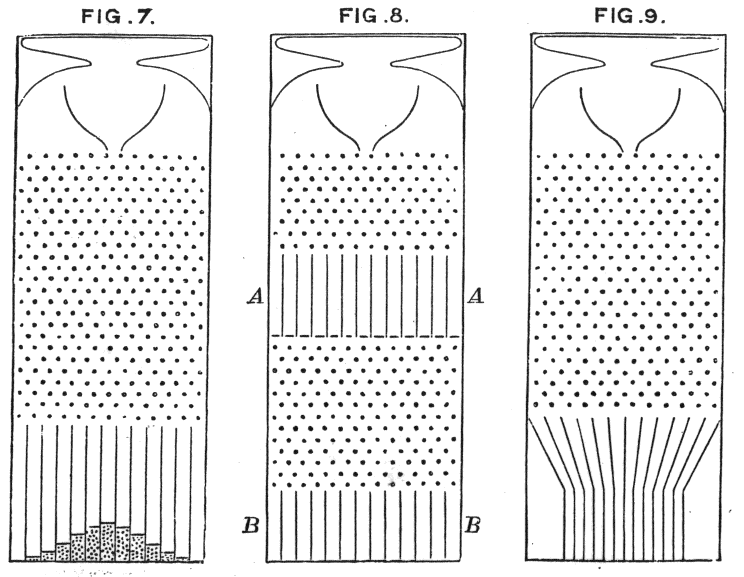
La planche dessinée par Francis Galton en 1889.
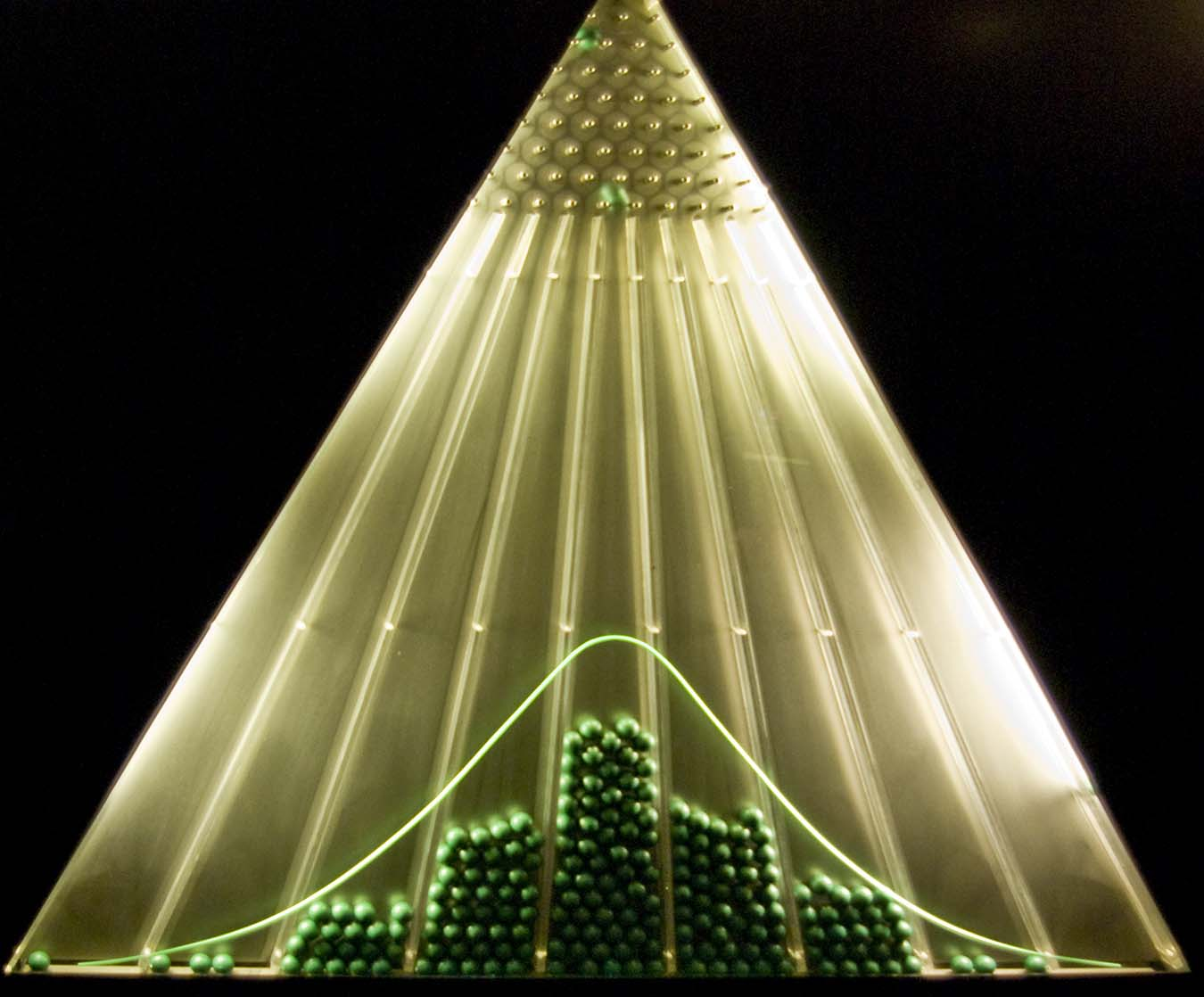
Une planche de Galton nous montre que la loi binomiale tend vers la loi normale.
Une vue schématique du dispositif.